# L’Umbracle
L’Umbracle [lumˈbɾakle] (valencianisch für Sonnendach bzw. Schattenhaus) ist ein kulturelles Multifunktionsgebäude in der Ciudad de las Artes y de las Ciencias in der  spanischen Stadt Valencia.

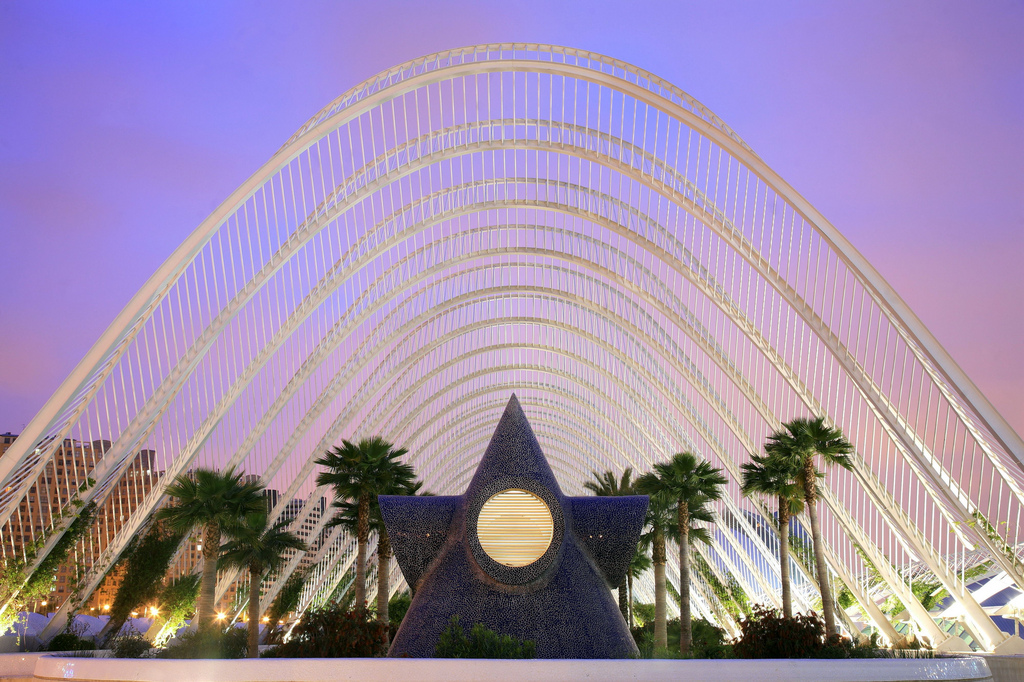
L’Umbracle

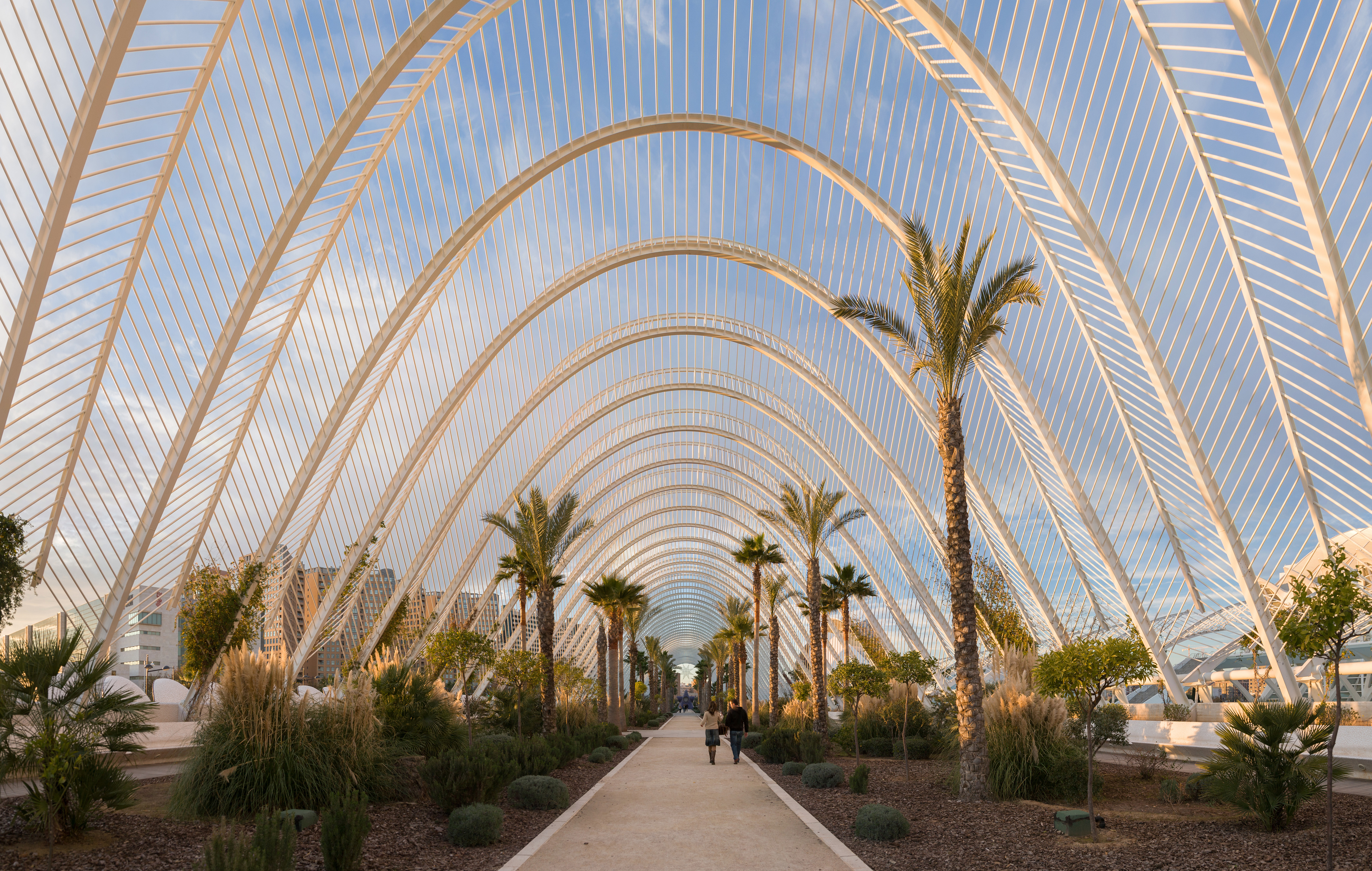
Innenansicht

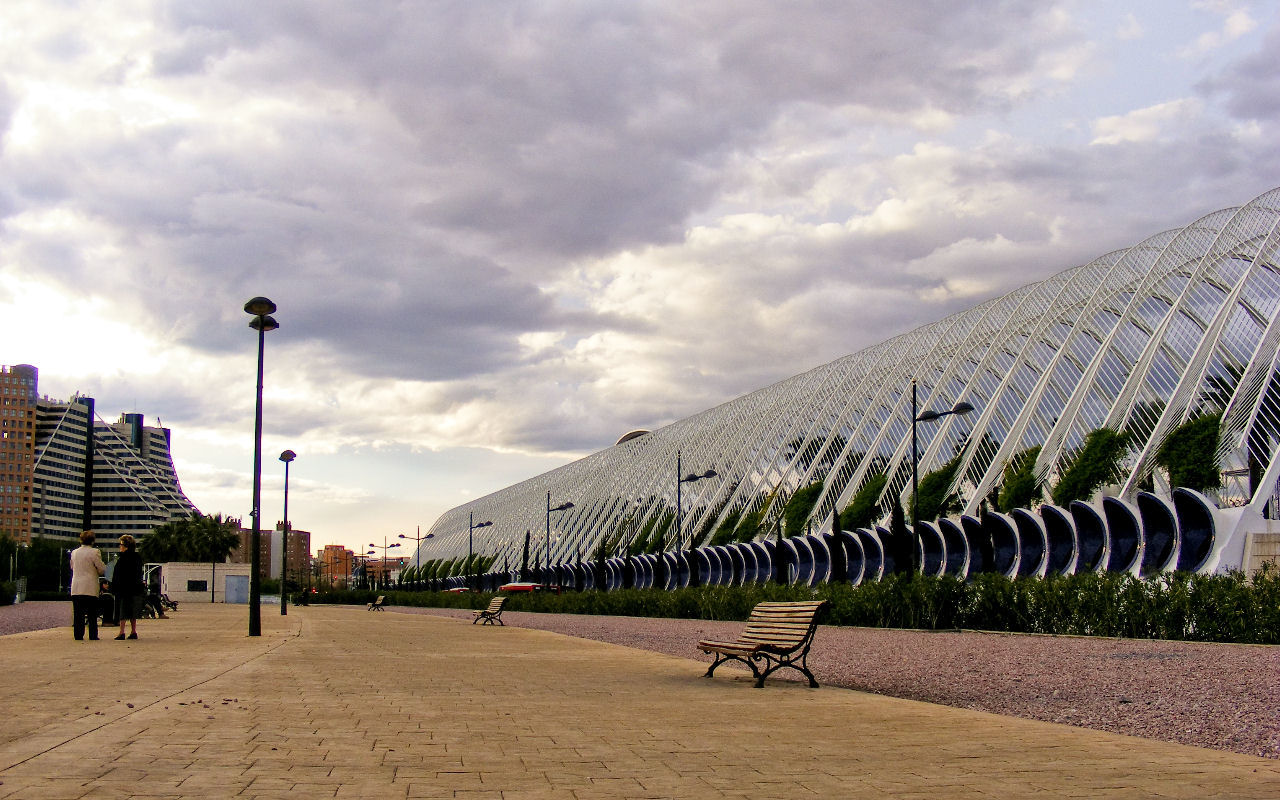
Seitenansicht des Gebäudes

Der valencianische Architekt Santiago Calatrava erschuf mit dem Umbracle ein mit über 17.500 m² (320 Meter Länge und 60 Meter Breite) überdimensionales Portal als Eingang zur „Stadt der Künste und Wissenschaften“. In seinem obersten Stock bildet es einen von Palmen und anderen heimischen Pflanzen gesäumten Freiluftgang, der von 55 fixierten und 54 schwebenden, weißen Bögen überdacht wird. Der Paseo del Arte ist eine frei zugängliche Ausstellung von Skulpturen zeitgenössischer Künstler (z. B. Francesc Abbot, Yoko Ono, Juan Ripollés, Jean Claudi Farhi oder Laurence Jenkell). In seinem Inneren beherbergt das Gebäude neben der Parkgarage auch eine Diskothek, welche im Sommer unter dem Namen L’Umbracle Terraza auch als Freiluft-Diskothek und im Winter als Klub Mya genutzt wird.

## Pflanzenvielfalt
Über 50 verschiedene Pflanzenarten, vorwiegend aus der Umgebung von Valencia, jedoch auch aus tropischen Regionen, sind hier beheimatet. Der Garten wird von exakt 99 großen Palmen, 78 kleinen Palmen und 62 Bitterorangen-Bäumen gesäumt. Hinzu kommen 42 verschiedene Arten von heimischen Sträuchern, wie Zistrosen (Jaras), Wilde Pistazie (Lentiscos), Sommerflieder (Budleias), Federbüsche (Plumeros) oder Bleiwurz (Plumbagos), sowie 16 Wunderblumengewächse (Don Juan de Noche) und zahlreiche verschiedene Kletterpflanzen, darunter Heckenkirschen (Madreselvas) und Bougainvillien, Hornklee (Lotus), Veilchen (Agatea), Mittagsblumen (Aptemias) und Wandelröschen (Lantanas), sowie aromatischen Gewächsen wie Rosmarin und Lavendel.

## Etymologie
Der Name Umbracle stammt vom lateinischen Wort umbraculum, was so viel bedeutet wie „schattenspendend“, dies bezieht sich auf die 18 Meter hohen Bögen, die die Schatten für die Palmen-Promenade spenden.